# Awaxaawaxammilaxpaake
Ashalahó /Planinske Vrane (Mountain Crow), Essapookoon,  Awaxaawaxammilaxpaake ('Mountain People') ili Ashkuale ('The Center Camp')/, jedna od dvije glavne skupine Indijanaca Vrana što su lutali i lovili na području gornjeg Missourija, u sjecernom Wyomingu u južnoj Montani; najveća je mađu Vranama. 
Planinske Vrane su se podijelili na dvije bande, to su A`c'araho' ili Ashalahó, nazivani i Many-Lodges, "Where There Are Many Lodges,"  a druga je, Eelalapíio ili Eelalapito (Kicked-in-their-Bellies), koji se ponekad navode kao posebna 3. skupina, i najmanji su među Vranama. Poznatiji im je poglavica Plenty Coups.

## Vanjske poveznice
- Water’s Rising